# Van de Vorst
Van de(r) Vorst is een familienaam.
In Nederland bestaan verschillende stammen met grondslag uit:
- Asten
- Culemborg
- Delft
- Helmond
- haaren/posterholt
- Maaseik
- Nuenen
- Terheijden
- linne

Onderlinge verwantschap is nog niet aangetoond.

## Nuenense geslacht
Afkomstig uit Nuenen, vernoemd naar de oorspronkelijke woonomgeving in de nabijheid van de al eeuwen bestaande Vorsterdijk, een verbindingsweg tussen de vroegere gehuchten Opwetten en Boort onder de plaats Nuenen. 
De familienaam Van de Vorst is voor het eerst in gebruik geraakt in de 18e eeuw bij afstammelingen van Goort Nicolaas JOOSTEN. Hij en zijn voorouders bewoonden boerderijen in het gebied tussen het riviertje "Kleine Dommel" en de daaraan parallel lopende Vorsterdijk. 
Nadat deze familie de oudst bekende woonomgeving heeft verlaten en zich heeft gevestigd in het nabije dorp Gerwen wordt in plaats van de oude patroniemen Wouters, Joosten of Claassen de achternaam Van de Vorst gebruikt. Dit kan worden gezien als een intrekking of verkorte weergave van de naam Vorsterdijk. Deze laatste naam is zeer waarschijnlijk een vernoeming naar een 14e-eeuws landgoed met hoeve, genaamd "Vorswijck". 
Het gebruik van patroniemen, zoals Joost WOUTERS, is in die tijd voldoende om aan te geven om wie het gaat.

## Onderzoek
Er zijn meerdere onderzoeken verricht naar de familie. Een recent verschenen onderzoek van de Nuenense tak is in beperkte oplage als naslagwerk in november 2014 uitgegeven, getiteld: "De Kinderen Van De Vorst". Dit onderzoek omvat de periode 1575 tot 2015.